# Habenaria malleifera
Habenaria malleifera är en orkidéart som beskrevs av Joseph Dalton Hooker. Habenaria malleifera ingår i släktet Habenaria och familjen orkidéer. Inga underarter finns listade i Catalogue of Life.